# Wolfgang Schnarr
Wolfgang Schnarr (* 9. Juni 1941 in Neustadt an der Weinstraße; † 27. März 2025 in Kaiserslautern) war ein deutscher Fußballtorwart.

## Karriere

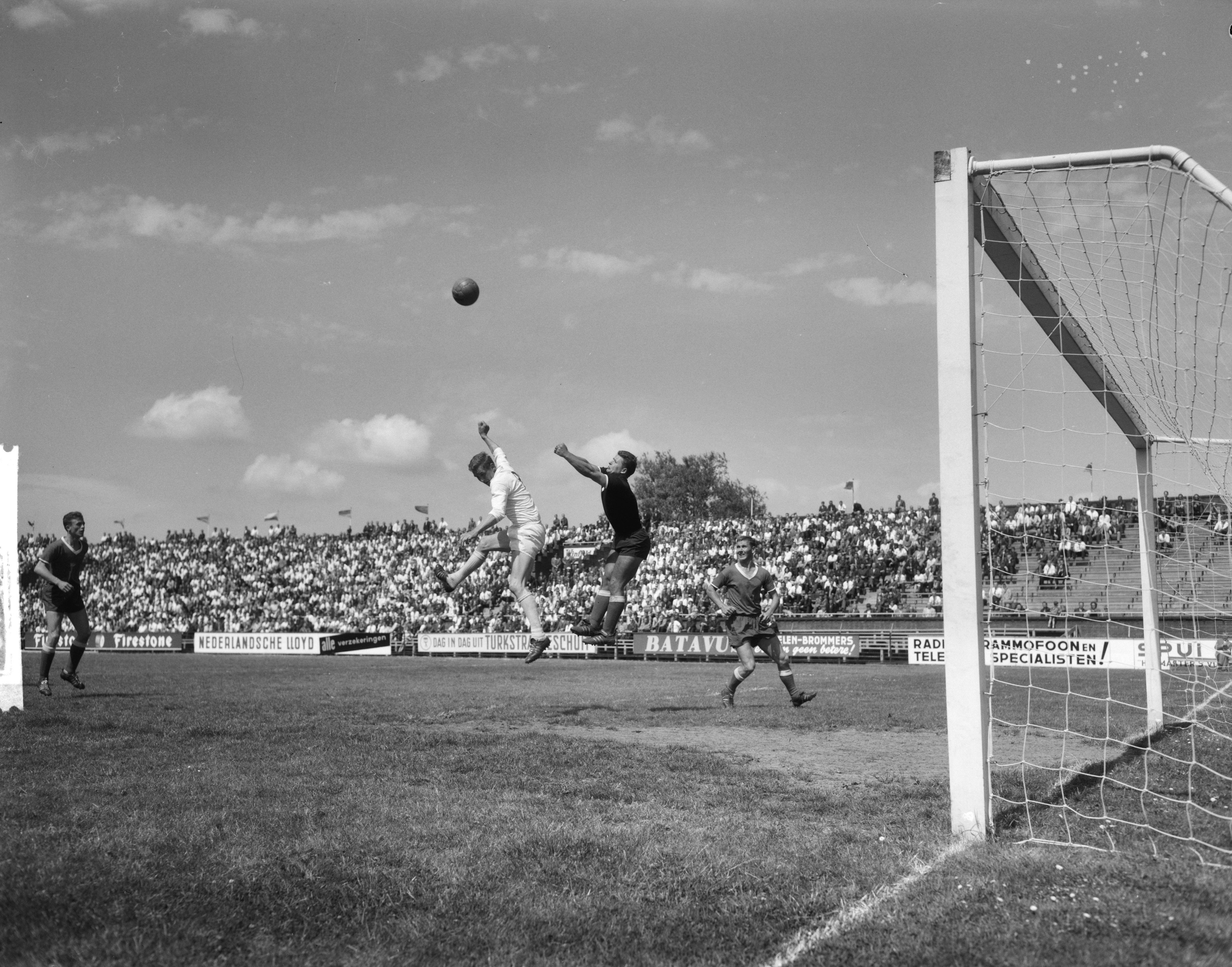
Wolfgang Schnarr in Aktion in einem International-Football-Cup-Spiel gegen Ajax Amsterdam (1962)

Schnarr stand in 182 Bundesliga- und vor 1963 in 109 Oberligapartien im Tor des 1. FC Kaiserslautern. Spiele in der Endrunde um die deutsche Meisterschaft und im DFB-Pokal miteingerechnet kommt er auf 316 Pflichtspielpartien für den FCK. Er erreichte mit den Roten Teufeln das DFB-Pokalfinale 1961.
Der vom FV Bruchmühlbach zum 1. FC Kaiserslautern gekommene Torhüter debütierte unter Trainer Richard Schneider am sechsten Spieltag der Saison 1959/60 in der Fußball-Oberliga Südwest. Das Heimspiel gegen Wormatia Worms endete 3:3-remis und am Rundenende hatte er gegenüber dem langjährigen Stammtorhüter Willi Hölz mit 22 zu acht Einsätzen die Reihenfolge im Lauterer Tor umgedreht. In dieser Runde spielte er noch mit den Weltmeistern Horst Eckel und Werner Liebrich zusammen und die Betzenberg-Elf belegte den fünften Rang. In den nächsten zwei Runden festigte er seinen Stammplatz im Tor der Roten Teufel – er fehlte in diesen zwei Runden nur in einem Spiel – und feierte im letzten Jahr der Fußball-Oberliga, 1962/63, unter Trainer Günter Brocker den Meisterschaftsgewinn im Südwesten und damit den Einzug in die Endrunde um die deutsche Meisterschaft 1963. Gegen die Konkurrenten 1. FC Köln, 1. FC Nürnberg und Hertha BSC reichte es aber nur zu dem Gewinn von drei Punkten und Torhüter Schnarr kassierte in den sechs Gruppenspielen 20 Gegentore.
Schnarr bestritt am 24. August 1963 mit dem Auswärtsspiel bei Eintracht Frankfurt das Debütspiel der neuen Fußball-Bundesliga. Trainer Brocker setzte aber in 17 Spielen seinen Konkurrenten Horst-Dieter Strich ein und Kaiserslautern belegte mit dem Neuzugang Jacobus Prins den zwölften Rang. Auch in der zweiten Bundesligasaison, 1964/65, hatte Strich mit 18 gegenüber zwölf Einsätzen von Schnarr die Nase vorn. Als Gyula Lóránt zur Runde 1965/66 die Trainingsleitung am Betzenberg übernahm, absolvierte Schnarr in drei Runden 101 Spiele und belegte mit seiner Mannschaft 1967 mit dem fünften Rang die bisher beste Bundesligaplatzierung.
Sein letztes Bundesligaspiel bestritt Schnarr am 3. Mai 1970 bei der 2:4-Auswärtsniederlage gegen Hannover 96. Die Abwehr formierte sich bei diesem Spiel mit Jürgen Rumor, Dietmar Schwager, Ernst Diehl und Otto Rehhagel. In der Bundesligaära zog er mit Lautern im DFB-Pokal der Jahre 1966 und 1969, neben dem Finaleinzug 1961, auch noch zweimal in das Halbfinale ein.
Nach elf Jahren beim FCK wechselte er 1970 zu Preußen Münster in die Regionalliga West und traf dort auf seinen alten Lauterer Trainer Richard Schneider, der aber ab November 1970 durch Krankheit seine Tätigkeit nicht mehr ausüben konnte. Aki Schmidt übernahm danach das Traineramt. In der Domstadt belegte er mit den Grün-Schwarzen die Ränge neun und elf. Ab 1972 schloss er sich dem ASV Landau in der Regionalliga Südwest an. Dort führte der ehemalige KSC-Spieler Heinz Ruppenstein als Trainer die sportliche Regie und hatte mit Gottfried Hertweck, Werner Hösl, Hans Ripp, David Scheu und Peter Wallenwein eine badische Dependance in Landau eingerichtet, welche im November 1973 noch durch Horst Wild ausgebaut wurde. Schnarr belegte in den letzten zwei Jahren des alten zweitklassigen Regionalligasystems mit dem ASV Landau die Plätze sechs und neun und beendete 1974 seine Laufbahn.
Beruflich führte er 30 Jahre lang eine Versicherungsagentur im Kaiserslauterer Stadtteil Siegelbach und jagte noch in Reihen der Lauterer Traditionsmannschaft dem Leder nach.
Georg Adolf Schnarr, der ältere Bruder von Wolfgang Schnarr, übte das Präsidentenamt beim Südwestdeutschen Fußballverband aus und war jahrelang Vorsitzender des DFB-Bundesgerichts.